# Tulca, Bihor
Tulca este satul de reședință al comunei cu același nume din județul Bihor, Crișana, România.
Din punct de vedere geografic localitatea Tulca este așezată în partea de sud-vest a județului Bihor. În partea de vest, Tulca se învecinează cu orașul Salonta, în partea de nord-vest cu  Ianoșda  care aparține comunei  Mădăras, cu satul Căuașd, aparținător comunei Tulca în partea de est, și cu comuna Batăr în partea de sud.

## Atestare documentară
Prima atestare documentară a satului datează din 1215 - sub numele de Villa Tulka (satul Tulca), în anul 1458 găsim satul Tulca sub numele Possesio Tulka (posesiunea Tulca) iar în anul 1962 apare cu numele  Possesio deserta (posesiunea părăsită), în urma războiului de cucerire a Transilvaniei de către Imperiul Habsburgic și revenirea populație după terminarea războiului.

## Fii satului
- Nestor Porumb doctor în drept, avocat - s-a implicat alături de alți reprezentanți ai românilor la Marea Adunarea Națională de la Alba Iulia, din partea cercului electoral Biserica Albă din comitatul Timiș.

- Ilie-Mircea Berțe- este profesor doctor, cercetător în științele educației, expert în evaluare (ARACIP, British Council) și management educațional, formator național în didactici de vârf și transdisciplinaritate, consilier al editurii Academiei de Științe a Republicii Moldova, membru al Centrului Internațional de Studii și Cercetări Transdisciplinare din Paris, expert al Uniunii Europene pentru Educație și Cultură.

La 31 august 2016, prin Decretul Prezidențial Nr. 787/2016, Președintele României l-a decorat pe profesorul dr. Mircea Bertea cu Ordinul pentru Învățământ în grad de cavaler.
- Gavril Cotrău,  decorat de către însuși Regele Mihai I la Sinaia în ziua de 29.07.1942 cu Medalia „Virtute Militară clasa I”.

- Florian Chișe -în 2007 a reușit să își ateste băutura – “Pălinca Trămuța” – ca produs tradițional românesc.

- John Matioc Lăzău, născut în Tulca a fost consul onorific al României în Atlanta, SUA

## Marcă înregistrată
Prima pălincă din România certificată de OSIM a fost preparată în Bihor  la Tulca.